# Dale Sveum
Dale Curtis Sveum (né le 23 novembre 1963 à Richmond, Californie, États-Unis) est un ancien joueur de champ intérieur et manager des Ligues majeures des baseball. Il est depuis mai 2014 l'instructeur des frappeurs des Royals de Kansas City.
Sveum dirige brièvement les Brewers de Milwaukee, dont il a aussi été l'entraîneur des frappeurs, en 2008, puis est le gérant des Cubs de Chicago en 2012 et 2013.
Joueur de 1986 à 1999, il remporte un titre de Série mondiale en 2004 alors qu'il fait partie des instructeurs des Red Sox de Boston. 

## Carrière de joueur
Ancien quart-arrière au football américain pour la Pinole Valley High School de Pinole en Californie, Dale Sveum opte pour une carrière au baseball lorsqu'il est sélectionné par les Brewers de Milwaukee au premier tour (25e au total) de la draft de 1982. Il fait ses débuts avec cette équipe, avec qui il a évolué jusqu'en 1991, le 12 mai 1986.
Il a évolué aux postes de premier but, deuxième but, troisième but et arrêt-court, principalement dans un rôle de réserviste, à l'exception des saisons 1987 et 1988 à Milwaukee et de la saison 1997 avec les Pirates de Pittsburgh. Il connait sa meilleure saison en 1987 avec 25 circuits et 95 points produits. Le 17 juin de cette année-là, il connaît son meilleur match en carrière en frappant trois circuits et en produisant six points dans l'écrasante victoire de 12-2 des Brewers sur les Angels de la Californie.

## Carrière de manager
Sveum est le manager d'un des clubs-école des Pirates de Pittsburgh au niveau A de 2001 à 2003.
En 2004 et 2005, il est l'instructeur au troisième but chez les Red Sox de Boston, qui remporteront la Série mondiale en 2004.

### Brewers de Milwaukee
Il se joint aux Brewers de Milwaukee par la suite pour être instructeur sur le banc des joueurs, puis instructeur au troisième coussin, à nouveau, en 2008.
Le 15 septembre 2008, les Brewers congédient leur gérant Ned Yost après une mauvaise séquence et le remplacent par Sveum. Celui-ci devient manager pour la première fois dans les ligues majeures. Il assurera l'intérim lors des douze dernières parties de la saison. Les Brewers en remportent sept et se qualifient comme meilleurs deuxièmes dans la Ligue nationale et accèdent aux séries éliminatoires pour la première fois depuis 1982. En Série de division, les Brewers ne remportent qu'un match sur quatre contre les Phillies de Philadelphie et sont éliminés.
Ken Macha devient le manager des Brewers en 2009 et Sveum se voit confier le poste d'entraîneur des frappeurs.

### Cubs de Chicago
En novembre 2011, il est sur la liste des candidats à la succession de Mike Quade comme manager des Cubs de Chicago. Le 18 novembre, Sveum succède officiellement à Quade et est chargé de prendre les commandes des Cubs pour la saison de baseball 2012.
En 2012, les Cubs connaissent leur pire saison depuis 1962 et encaissent 101 défaites, la seconde pire fiche des majeures derrière les Astros de Houston, qui terminent derrière eux dans la division Centrale de la Ligue nationale. Avec 66 victoires et 96 défaites en 2013, les Cubs finissent derniers sur 5 clubs dans leur division, les Astros étant passés à la Ligue américaine. Le 30 septembre 2013, au lendemain du dernier match de la saison, Sveum est congédié par Chicago. En deux ans, Sveum a dirigé les Cubs pour 324 matchs. Le club en reconstruction en a remporté 127 matchs contre 197 défaites, pour un pourcentage de victoires de ,392.

### Royals de Kansas City
Engagé par les Royals de Kansas City pour être instructeur de troisième but en 2014, Sveum est muté au poste d'instructeur des frappeurs le 29 mai 2014, où il remplace Pedro Grifol et hérite d'un groupe de joueurs qui se classent au dernier rang de la Ligue américaine pour la moyenne de puissance et les points marqués, en plus de frapper si peu de circuits qu'ils semblent en voient de rééditer le pire total de la franchise, obtenu en 1976.